# Палуба
Палуба (също наричана дек) е архитектурен елемент на кораб (плавателен съд). Хоризонтална преграда в корпуса на кораба или надстройките. Разделя вътрешното пространство на корпуса на кораба на помещения по вертикала. Опира се на бордовете, преградите и пилерсите (ако има такива) и е изградена от бимсове, карлингси и настилка (дървена или метална).
Горната палуба на кораба определя здравината и издръжливостта на кораба, докато долните палуби определят нивата и служат за разположение на бойна техника, разположение на двигателния отсек (машинно отделение), товари и каютите на пътниците и екипажа.
Палуба, която не обхваща цялата дължина или ширина на съда, а само части от него се нарича платформа.
Пространството между две палуби се нарича туйндек.
Също така терминът „палуба“ (и някои други морски термини) се употребяват и към тежките летателни апарати със маса при излитане над 43 тона и двуетажните сухопътни транспортни средства: автобуси, железопътни вагони.
Произходът на руската дума „палуба“ е от „луб“ (дървесно подкорие, флоем), с което, видимо, са настилани палубите на ладиите.

## Видове палуби
Според разположението
- Горна палуба – най-горната непрекъсната палуба, която е по цялата дължина на съда (кораба). Служи за водонепроницаемо покритие, явява се един от главните елементи на конструкцията на корпуса, осигурява общата здравина и напречната коравина на съда. На горната палуба са разположени надстройките, палубните механизми, въоръжение и т.н.
- Средна или главна палуба – палубата на кораба, която е разположена непосредствено под горната палуба. Към термина може да се добави дума за функционалната употреба на палубата, например батарейна палуба, и т.н. Палубите под горната могат да се именуват по номера – първа палуба, втора палуба и т.н.
- Долна палуба – разположена е под средната. Могат да са няколко. Различават се по назначението им, например, товарна долна палуба и т.н. Служат за настаняване на пътници, товари, оборудване.
- Навесна палуба – върви над горната палуба от носа на по-голямата част от дължината на кораба, но не стига кърмата; понякога може да се нарича палуба на удължения или продължения полубак; названието произхожда от текстилния навес, който са имали старинните кораби за защита на горната палуба от лошото време.
- Палуба на надстройките – палубите, които ограничиват отгоре надстройките в цяло или в отделните им нива. При наличия на няколко нива надстройки палубите могат да се казват: палуба 1-во ниво, палуба 2-ро ниво и т.н. от горе надолу. Предназначени са за разполагане на жилищни и служебни помещения.
- Палуби на рубките – палубите, затварящи отгоре рубките на съда.
- Спардек – палуба, в средната част на съда и не стигаща нито до носа, нито до кърмата; като правило на тях са разположени лодките, мостици и т.н.
- Шалтердек – лека навесна палуба, на военните кораби – палубата на зенитните оръдия.

Според предназначението
- Хангарна палуба, на палубите на самолетоносачите са разположени хангарите за палубната авиация (ПА). Разположена е под полетната и галерийната (ако има такава) палуби, непрекъсната е в голяма част от кораба. Оборудвана е със средства за закрепване и транспортиране на ПА, асансьори за тяхното изкарване и вкарване на полетната палуба, средства за техническо обслужване на ПА.
- Батарейна палуба – покрита палуба, на която се помещава артилерията.
- Галерийна палуба, палуба на самолетоносач, която е разположена между хангарната и полетната палуба. На самолетоносачите, построени до Втората световна война представлявала специални галерии (междупалубни мостици), чрез които се осъществява обслужването на запасните самолети и авиационното оборудване.
- Палуба на екипажа, на нея са разположени жилищните помещения на екипажа.
- Комунална палуба (историческо), палуба на големите кораби (обикновено средна) на която имало обширни проходни помещения, предназначени за провеждането на събрания, митинги и др. на личния състав.
- Палуба за безопасност, долната палуба на кулите на плаващия док, водонепроницаема по цялата си дължина и осигуряваща минималния запас на плавучест на дока.
- Палуба на отсеците (за непотопяемост), горна палуба, по която по цялата ширина на кораба са изградените напречните водонепроницаеми отсеци, делящи корпуса на части с цел да осигурят непотопяемост. Тя трябва да е здрава и непроницаема във всички режими на експлоатация, в т.ч. аварийни случаи, оборудвана е с водонепроницаеми прегради и уплътнения на всички отвори – люкове, гърловини, проходи на тръбопроводите, електрокабелите и т.н.
- Полетна палуба, един от основните елементи на самолетоносачите, предназначена за подготовка за излитане, излитане и кацане на ПА. Дели се на излитъчен, кацащ и паркови (техническа позиция) участъци. В някои случаи те са общи. Излитъчния участък може да катапулти, газоотражатели, трамплин, а участък кацане – спирачни въжета на аерофинишера, аварийна бариера. Парковият участък служит за подготовки на ПА за излитане, зареждане с гориво, зареждане на боеприпаси т.н. Тук се намират самолетоподемниците, асансьорите за боеприпаси, постове за осигуряване на ПА с електроенергия, течности и газове. Частта от палубата на кораб, оборудвана с комплекс от средства за осигуряване на вертикално излитане и казане на ПА, се нарича и корабна площадка за излитане и кацане.
- Лодъчна палуба – открита палуба на пътническите кораби, на която са разположени спасителните лодки и устройствата за тяхното спускане и вдигане. В зависимост от размерите и назначението на кораба лодъчната палуба може да бъде горна палуба или палуба на надстройките.
- На пътническите кораби има и палуба за разходки.

Според конструктивния тип:
- Бронирана палуба, палубна преграда с под от бронирана стомана или броневи плочи. Служи за жизненоважните части на кораба от ракети, авиобомби и снаряди. На корабите с бронезащита се бронират горната и средната (главна) палуби до ниво под долната част на броневия пояс.
- Карапасна (черупковидна) палуба, 1) бронепалуба с наклон, продължение на хоризонталната бронева палуба към форщевена (носа) и ахтерщевена (кърмата) извън пределите на бронираната цитадела. Използвала се върху големите надводни кораби строени в края на XIX и началото на XX век за защита на помещенията в краищата на кораба от артилерийски снаряди; 2) горна палуба с наклон, предназначена за улеснено минаване на вълните над палубата, за да се намали силата им при удар с борда. Този тип палуби не получил широко разпространение, основно се използвал в миноносците стара постройка и някои товарни кораби строени за америнаските Големи езера.

В зависимост броя на палубите, корабите се делят на еднопалубни, двупалубни и многопалубни.

## Съответствие на палубите
В някои от флотите палубите имат различни наименования. Тук е приведено съответствието в имената на палубите, в някои флоти в периода на Първата и Втората световни войни. Палубите са изброени от горе надолу.
| Германия                 | САЩ          | Великобритания | Русия / СССР   |
| ------------------------ | ------------ | -------------- | -------------- |
| –                        | 06 Level     | Upper Bridge   |                |
| Admiralbrücke            | 05 Level     | Lower Bridge   |                |
| Oberes Mastdeck          | 04 Level     | Signal Deck    |                |
| Unteres Mastdeck         | 03 Level     | No. 2 Platform |                |
| Unteres Brückendeck      | 02 Level     | Boat Deck      |                |
| Aufbaudeck               | 01 Level     | Shelter Deck   |                |
| Oberdeck                 | Main Deck    | Upper Deck     | Полубак        |
| Batteriedeck             | Second Deck  | Main Deck      | Верхняя палуба |
| Zwischendeck             | Third Deck   | Middle Deck    | Средняя палуба |
| Panzerdeck               | Fourth Deck  | Lower Deck     | Нижняя палуба  |
| Oberes Plattformdeck     | 1st Platform | Upper Platform | Кубрик         |
| Mittleres, Plattformdeck | 2nd Platform | Lower Platform |                |
| Unteres Plattformdeck    | 3rd Platform | –              | Платформа      |
| Stauung                  | Tank Top     | Tank Top       | Дека           |

## Седловатост на палубата
Под седловатост на палубата се разбира изкачването ѝ от средната част на корпуса (мидъл) към носа и/или към кърмата. Седловатостта се предвижда при проектиране на кораба за увеличаването на мореходните му качества (мореходност). Изразява се линейно в метри, футове, по-рядко в проценти.

## Покритие и поддръжка на палубата
Исторически палубата като правило е покрита с дъски. Те не са били боядисани или покрити с лак, а за да се предпази покритието от износване дъските непрекъснато са били трити (търкани) с абразив на сухо. Т.е. изчегъртвали са горния износен пласт на дървото. След няколко години служба дървената настилка следвало да се смени. Обмиването на палубите с вода под налягане, като част от ежедневното оправяне на съда продължава и до днес.
В края на XIX век на леките корпуси на миноносците и малките крайцери започва да се поставят стоманени палуби, на които поставяли отгоре балатум или кортицин (изкуствен материал приличащ на корк), но покритието не било достатъчно устойчиво и отделно на това в топлите води стоманата се нагрявала много и изтивала съответно в студовете, което за екипажа (обитаващ лошо вентилираните помещения) и използващ палубата за разходка никак не било комфортно. Поради това големите кораби (военни и цивилните) запазват дървената настилка на палубата. Сега като правило палубите са стоманени с лесноснемащи се гумени платна, с перфорация за оттичане на водата.